# Medaille der Wiedervereinigung
Die Medaille der Wiedervereinigung wurde am 12. Juni 1815 von der eidgenössischen Regierung gestiftet und an die Mitglieder von vier eidgenössischen Regimentern verliehen, die in Diensten des französischen Königs standen und sich weigerten, für den aus dem Exil aus Elba zurückgekehrten Napoléon Bonaparte zu kämpfen.
Die aus Silber gefertigte runde Medaille zeigt das eidgenössische Wappenschild mit der Umschrift SCHWEIZERISCHE EIDGENOSSENSCHAFT MDCCCXV . Auf der Rückseite, von einem Eichenkranz umschlossen die dreizeilige Inschrift TREUE UND EHRE.
Getragen wurde die Auszeichnung an einem weißen Band mit breiten roten Seitenstreifen auf der linken Brustseite.